# Brian Bruney
Brian Anthony Bruney (né le 17 février 1982 à Astoria, Oregon, États-Unis) est un ancien lanceur de relève droitier de baseball.
Il évolue dans la Ligue majeure de baseball pour les Diamondbacks de l'Arizona en 2004 et 2005, les Yankees de New York de 2006 à 2009, les Nationals de Washington en 2010, et les White Sox de Chicago de 2011 à 2012.

## Carrière
Brian Bruney est repêché dès la fin de ses études secondaires, le 5 juin 2000, par les Diamondbacks de l'Arizona. Il débute en Ligue majeure le 8 mai 2004.
Libéré de son contrat le 20 mai 2006, il rejoint les Yankees de New York le 1er juillet 2006.
Le 7 décembre 2009, les Yankees échangent Bruney aux Nationals de Washington.
Bruney rejoint les White Sox de Chicago via un contrat de ligues mineures en 2011. Il s'engage pour un an le 13 décembre 2010. Il accumule 19 manches et deux tiers lancées en 23 sorties comme releveur pour les White Sox en 2011, avec une victoire et une moyenne de points mérités de 6,86. Retiré de l'effectif, il redevient agent libre le 15 août mais est plus tard remis sous contrat par les White Sox, avec qui il dispute un seul match - son dernier dans les majeures - en 2012.